# 他她
他她（Tata）是中国国内的皮具品牌，创立于2003年，主要经营鞋类等皮具产品。其属于百丽集团旗下，在中国各地的商城开设专卖店或专场。其由于质量问题曾多次被消费者向媒体投诉。